# Францішек Ксаверій Едвард Матейко
Францішек Ксаверій Едвард Матейко (народився 10 жовтня 1828 у Кракові, помер 18 березня 1873 у Відні) — польський бібліотекар та історик-славіст, співробітник Ягеллонської бібліотеки та викладач Ягеллонського університету, старший брат Едмунда Матейка та Яна Матейків .
Він був випускником ліцею св. Анна, навчався в Ягеллонському університеті та Карловому університеті в Празі, його інтереси включали право, історію, класичну філологію та слов'янську філологію. Він був активним у Краківському науковому товаристві та Академії науки, читав лекції в Ягеллонському університеті, але йому не вдалося отримати професорське звання. Ця невдача вплинула на розвиток психічної хвороби, від якої він страждав. Його з перервами госпіталізували до віденської лікарні, де він помер. Францішек відіграв велику роль у розвитку історичних та мистецьких інтересів Яна Матейка в його дитинстві та ранній творчості.

## Біографія

### Походження та освіта
Він народився 10 жовтня 1828 року в Кракові як старший з одинадцяти дітей Францішека Ксаверія Матейка (1793—1860), чеського іммігранта з околиць Градця Кралове, та його дружини Йоанни Кароліни, уродженої Росберг (1802—1845), доньки. німецького шорника, який оселився в Кракові .
У 1840—1845 роках відвідував церкву св. Анни. Після закінчення гімназії розпочав навчання (1845) на філософському факультеті Ягеллонського університету . Там вивчав історію під керівництвом Міхала Вишневського  . Швидше за все, він не брав участі у Краківському повстанні (1846)  . У 1847—1851 роках навчався на юридичному факультеті. У 1850 році він поїхав до Праги, де пробув недовго. Перебував у місцевому університеті, вивчаючи класичну філологію та слов'янську філологію. Тоді він опублікував переклад двох епічних пісень, які увійшли до збірки «Srbske narodne pjesma sa perevodom českijem a časti polskije», виданої А. Поповичем. У 1852 р. повернувся до Кракова, а наступні два роки продовжив навчання на філософському факультеті в галузі бібліографії та класичної філології. Він отримав звання доктора права 7 січня 1865 року на основі дисертації під назвою «Поняття права в класичній античності», дисертацію якої він опублікував п'ять років тому під назвою Sätze aus den Rechts- und Staatsewissenschaften ..

### Робота в Ягеллонській бібліотеці
У 1860 році Францішек Матейко був прийнятий на роботу в Ягеллонську бібліотеку як тимчасовий помічник, а згодом як куратор (1868 р. або 1869 р.), ким він і залишався до 1873 року . У його обов'язки входило догляд за читальною залою для студентів та каталогізація рукописів і наукових дисертацій. У 1864 році, у зв'язку з ювілеєм заснування університету, він опублікував працю «Історія університетської бібліотеки в Кракові», включену до збірки університетських закладів у Кракові .

### Наукова діяльність
Францішек Матейко мав широкі історичні інтереси , хоча тематика, якою він займався, поступово змінювалася — за рахунок польської історії та права він приділяв все більше уваги історії мов і писемності слов'янських народів, сербів, чехів, хорватів і болгар . Написав понад десяток дисертацій і досліджень, найчастіше опублікованих у журналах, які виходили у Варшаві чи Кракові, в тому числі Про початок і розквіт старослов'янської літератури в Болгарії (" Варшавська бібліотека ", том 4), Єжи Юліуш Квіо, хорватський мініатюрист (1498—1578) (" Tygodnik Ilustrowany ", 1865), Про чеські закони та суди, в тому числі Польські в епоху Жупана («Biblioteka Warszawska», т. 2), «Слово про сербський народний епос» (" Przegląd Polski ", 1867/68), Про новий поворот у порівняльному дослідженні слов'янської мови («Przegląd Polski», 1867/68), Огляд слов'янських речей («Przegląd Polski», 1867/70), Відомості про два рукописи чеської хроніки Пржибіка Пулкави з Раденіна («Варшавська бібліотека», 1870, том 1)  .
З 1868 року належав до відділу моральних наук Краківського наукового товариства . Працюючи в цьому закладі, він читав лекції, а також був одним з ініціаторів створення при ньому Бібліографічної комісії (1869) та Історичної комісії (1870) . У 1871—1872 роках він був членом комітету, який спостерігав за перетворенням ТНК в Академію мистецтв і наук, відіграючи активну роль у її організації, наприклад, у розробці статуту. 23 грудня 1872 р. став екстраординарним членом АС  .
18 січня 1868 р. на основі написаної від руки дисертації «Rzecz o bibliographic system» отримав звання на філософському факультеті Ягеллонського університету. Міністерство освіти Відня (14 травня цього року) затвердило його в званні приват-доцента з допоміжних наук історії — бібліографії, дипломатики, геральдики та нумізматики . Читав лекції (1870/71 і 1871/72) з «науки про історичні джерела»  .
У 1870 р. доклав зусиль (з заявою від 17 січня) отримати посаду доцента Ягеллонського університету. Однак його творчість не була цілком позитивно оцінена Юзефом Шуйським, призначеним рецензентом факультету філософії. На це вплинуло й те, що жодна з опублікованих праць Францішека Матейка не стосувалася допоміжних історичних наук (лише питання славістики), а ті, на які він посилався у своїх пропозиціях на професорське звання, залишилися в рукописах. Рішення Міністерства народної освіти (4 жовтня 1870 р.), яке виступало проти створення окремого відділу бібліографії, остаточно розвіяло надії Матейка. Того ж року, також безуспішно, він претендує на кафедру літературознавства в Празі  .

### Хвороба і смерть
Він не був людиною міцного здоров'я і виснажував свої сили напруженою працею. Наприкінці 1870 р. у нього розвинулася хвороба очей, а незабаром після цього (на початку 1871 року) у нього почали проявлятися ознаки психічної хвороби , яка була спричинена шоком від його нездатності стати професором  . Розлад не одразу завадив йому працювати та бути активним  . Його лікували в Кракові та в закладі «Steinhof» під Віднем, але лікування не привело до одужання. Матейко помер 18 березня 1873 року у віденській лікарні . Відповідно до його останньої волі, брати перевезли його тіло до Кракова, де воно було поховано на Раковицькому цвинтарі .

### Особисте життя
Францішек Матейко відіграв важливу роль у житті Яна, його молодшого брата, особливо в дитинстві. За словами Маріана Горжковського, разом зі своїм братом Едмундом він навчив його читати й писати, а також забрал його із школи св. Варвари, де він зовсім не впорався . Він заохочував Яна пробуджувати в ньому інтерес до історії, читаючи книжки на цю тему (наприклад, рекомендував "Вечори під липою " Люціяна Сєменського), а також підтримував розвиток його мистецьких пристрастей — він привозив ілюстровані видання та гравюри на дереві з Ягеллонії. У 1851 році разом зі своїм другом Шимоном Даровським він переконав свого батька, щоб, незважаючи на те, що його молодший брат не зміг перейти до наступного класу ліцею св. Анна — він погодився віддати Яна до Школи образотворчих мистецтв, де той міг би розвинути свій художній талант .
У наступні роки він продовжував справляти значний вплив на розвиток творчості свого брата, надаючи історичні підказки та надаючи різні типи вихідних матеріалів і експонатів для використання в наступних картинах, а також підтримував його фінансово, як під час навчання, так і в початок самостійної творчої діяльності 60-х років У 1861 році Ян виконав портрет свого брата (ескіз), який пізніше використав у картині «Polonia»  . Через три роки, під час Січневого повстання, знайомство Францішека з полковником Маврицієм Фіалкою, тодішнім командувачем австрійського гарнізону в Кракові, забезпечило поблажливе ставлення до Яна, коли його вказав інформатор як збирача державного податку для повстанської влади  .
Старший з братів був добре знайомий з родиною Ґебултовських, але він не схвалював шлюб Яна з Теодорою Ґебултовською, виступаючи проти цього союзу найбільше серед Матейків. Незважаючи на це, він був присутній, як і решта родини артиста, на його весіллі . У листопаді 1871 року, коли Ян купував будинок на вулиці Флоріанській у своїх братів і сестер, Францішек, який керував кам'яницею після смерті їхнього батька, також виступив проти .
Сам він ніколи не одружувався, хоча, за словами Горжковського, сватався до доньки Спиридіона Подловського з Хмелова  . Перші симптоми його психічної хвороби родичі спочатку помилково прийняли за примхи старого холостяка  . Проте з часом омани посилилися: Францішек проголошував, що він є Месія, в його особі сповниться заява про фігуру під назвою " сорок чотири " з «Напередодні прабатьків» Адама Міцкевича, і що світ пізнає його велич і талант . Він повинен був принести додому валун, стверджуючи, що це корона Відважного, і, ревнуючи до слави брата, почав сам писати картини, але вони не дуже вдалися. Він мав намір поїхати до Відня, щоб під час аудієнції в імператора запропонувати йому корону Хоробрих в обмін на корону Німеччини. Він втратив зв'язок зі своїми близькими, і був транспортований до лікарні в Штайнхоф єдиним зі своїх колег, якого він впізнав .
Лікування приносило лише короткочасне покращення, він знайомився чи ні з близькими, інколи виявляв усвідомлення власної хвороби, а інколи оголошував, що потрапив у в'язницю через підступи ворогів та єзуїтів. Влітку 1871 року Ян і Едмунд відвідали його в лікарні  .
За словами Горжковського, через шість років художник написав посмертний портрет свого брата  .